# Tina Trstenjak
Tina Trstenjak (n. 24 august 1990, Celje, Comuna urbană Celje, Slovenia) este o sportivă ce a reprezentat Slovenia, medaliată olimpică. A participat la 2 ediții ale Jocurilor Olimpice (2016, 2020) în care a câștigat o medalie de aur.